# Héctor Morera Vega
Monseñor Héctor Morera Vega (Ciudad de Palmares, Alajuela, Costa Rica; 20 de febrero de 1926-Tilarán, Guanacaste, Costa Rica; 23 de diciembre de 2017) fue obispo de la diócesis de Tilarán-Liberia de 1979 a 2002 y posteriormente fue obispo emérito hasta el día de su fallecimiento. Fue elegido obispo residencial de Tilarán por el papa Juan Pablo II, el 4 de diciembre de 1979 y recibió la ordenación episcopal el 27 de diciembre de ese mismo año.

## Biografía
Sus padres fueron Enrique Morera Vargas y Nelly Vega Araya, siendo el tercero de cuatro hermanos.
Hizo los estudios primarios en Palmares y los secundarios en el Colegio Seminario, de San José, donde obtuvo el Bachillerato en 1943. En 1944 ingresó al Seminario Mayor donde estudió con éxito la filosofía y la teología, siendo ordenado sacerdote un año después de la revolución de 1948 en la Catedral de Alajuela (17-12-1949).
Una vez ordenado sacerdote recibe el nombramiento como vicario en la Ciudad de Puntarenas, su primera parroquia de trabajo pastoral. Tres años permaneció en las soleadas tierras de esa provincia, siendo trasladado a la parroquia de Las Juntas de Abangares en 1952, donde le tocó construir el templo y darle una nueva estructura pastoral a esta recién nacida parroquia. En 1957 asciende a las frescas tierras tilaranenses, de donde no regresará ya más.
Al ser nombrado Párroco de Catedral emprende la construcción del templo para dar paso a lo que será la primera catedral de la nueva diócesis de Tilarán, bajo el patronazgo de San Antonio de Padua, la que comprendía parte de la provincia de Puntarenas, todo Guanacaste y el norte de Alajuela. La Diócesis se crea el 22 de junio de 1961, bajo el cayado de Monseñor Román Arrieta, electo por S.S. el papa Juan XXIII. El padre Morera toma posesión de la parroquia el 12 de octubre del mismo año y apacienta este pequeño rebaño durante los 18 años siguientes.
Además de prestar sus servicios como párroco de la Catedral de Tilarán, presidió por 3 años el Movimiento Familiar Cristiano (uno de sus campos predilectos de apostolado), realizando con puntualidad el difícil trayecto de entonces hacia San José para asistir a todas las reuniones. Además, fue miembro del Grupo de Consultores Diocesanos en dos ocasiones desde 1961, vicario general de la Diócesis en marzo de 1972 y miembro del Consejo Presbiteral. Fungió como vicario capitular desde el 3 de agosto de 1979, electo por los consultores diocesanos, cuando quedó la sede vacante, al ser nombrado Mons. Román Arrieta en la Arquidiócesis de San José.
El papa Juan Pablo II lo eligió obispo residencial para la Diócesis de Tilarán-Liberia el 4 de diciembre de 1979, siendo consagrado en el orden episcopal el 27 de diciembre de 1979 bajo el lema "Que el amor de Cristo nos congregue en la unidad". Al momento contaba con 30 años de sacerdote y 53 de nacimiento.
Ya desde antes de su obispado se preocupó por el que hacer diocesano, por los problemas sociales, familiares, religiosos y económicos en que vivía su feligresía: los problemas por falta de vivienda, la tenencia y mala distribución de la tierra, la falta de solidaridad de los que más tienen con los que menos tienen, las dificultades de los agricultores y arroceros, los bajos precios que afectan a estos y la importación de granos que desfavorece a los otros.
Igualmente mostró interés por el problema de la migración y las mujeres sujetas a la explotación, tanto sexual como física, a través del trabajo mal pagado. También Monseñor Héctor ha abordado temas como la degradación ambiental y moral de una minería a cielo abierto, la venta incontrolada de las playas guanacastecas a empresas extranjeras, problemas de salud en la provincia, etc.
Algunos de estos tópicos se reflejan en la carta pastoral escrita y dada a conocer en mayo de 1996, titulada "TIERRA, CIELO Y MAR", en la cual se analiza la pastoral social diocesana, abordando temas como: la pesca, la migración, el turismo, el urbanismo y la tierra.
Como obispo tuvo la responsabilidad de representar a la Conferencia Episcopal ante los religiosos, en cuestión de Migraciones y en Ecumenismo.
El 26 de febrero del año 2000 se le concedió el título de Hijo Predilecto del cantón de Tilarán, por sus diversos aportes a esta comunidad por la que Monseñor tenía un cariño especial. 
Falleció a los 91 años cerca de las 21 horas del día sábado 23 de diciembre de 2017 en la ciudad de Tilarán. Sus restos descansan actualmente en la Catedral de Tilarán, Guanacaste, Costa Rica.